# Imaculada
Imaculada é um município brasileiro localizado na Região Geográfica Imediata de Patos, estado da Paraíba. Sua população estimada em 2021 pelo Instituto Brasileiro de Geografia e Estatística foi de 11 877 habitantes, distribuídos em 316,984 km² de área. É a 75.ª cidade paraibana em população e a 3.ª em altitude, 759 m na sede.
Parte do município está incluída na área do Parque Nacional da Serra do Teixeira, um parque nacional e unidade de conservação brasileira de proteção integral à natureza, que além de Imaculada, estende-se por outros 11 municípios alcançando uma área total de 61 095 hectares.

## História
A cidade de Imaculada, teve como primeiro nome Queimadas do Silva, devido a um grande incêndio ocorrido por volta de 1875, deixando uma extensa clareira na região, ficando totalmente desnudada partes das terras do caboclo Manoel Coleta da Silva, proprietário da localidade.

### Fundação em 1877
No primeiro domingo, aos 7 dias do mês de janeiro de 1877, o Fazendeiro Manoel Coleta, juntamente com Tropeiros procedentes do Vale do Piancó, e Mercadores procedentes do Vale do Pajeú, que costumavam fazer parada por vários dias na residência do fazendeiro, o qual, oferecia como ponto de apoio e encontros entre estes Tropeiros e Mercadores, que juntos, com os habitantes da localidade e vizinhanças, improvisaram a primeira feira livre do lugarejo. (Várias fontes confirmam que foi no primeiro domingo do ano de 1877, (há 7 de janeiro, dia qual, podemos considerar como o dia de fundação da cidade).
Obtendo resultado satisfatório, resolveram então dar continuidade  semanalmente, fato que contribuiu para a vinda de muitas famílias, as quais foram se agregando ao local, construindo novas casas, e tomando formas de povoado.
Em 1877 houve uma grande seca, dizimando rebanhos e ocorrendo mortes por fome e sede em partes da população da região sertaneja, que ainda não sabiam conviver com as secas. Daí a necessidade urgente de construir um cemitério público, (hoje conhecido como o cemitério velho). Uma das primeiras pessoas a serem sepultadas foi o Sr. Lourenço Alves Cambuim, (pai dos irmãos Leonardo e Emiliano Cambuim fundadores da cidade de Mãe d'Água). Falecido de sede as margens do riacho da cruz, já no município de Mãe d'Água PB.
Para assistir a crescente população, o Cônego Bernardo, pároco de Teixeira PB., convidou o Frei Serafim, da Ordem Franciscana dos Menores, para fazer visitas e várias pregações no Arraial e região.

### Denominação Imaculada
Em 8 de dezembro de 1884, o frade Frei Serafim renomeou a cidade, de Queimada do Silva, para Imaculada, em homenagem à Santa do dia, Nossa Senhora da Conceição Imaculada. No mesmo ano, foi iniciada a construção da Capela-mor. Em 1889, Padre Rangel, juntamente com o Capitão Delmiro Dantas e com a colaboração das famílias da localidade, construíram a atual igreja, a qual veio a ser concluída no ano de 1890, na época ficou subordinada à paróquia de Teixeira.
A matriz de Imaculada, foi elevada a Paróquia em 15 de agosto de 1951.
Formação Administrativa:
Passou à categoria de Vila em 30 de março de 1938, através do Decreto-lei Nº 1.010, no Governo Argemiro Figueiredo. Em 1954 passou a ser distrito de Teixeira PB. Assim permanecendo em divisão territorial datada de 1º de julho de 1960.

### Emancipação Política
Em 4 de Janeiro de 1965.
Elevado à categoria de município com a denominação de Imaculada, pela lei estadual nº 3253, de autoria do Deputado estadual Joacil de Brito Pereira, e sancionada pelo Governador Pedro Moreno Gondin em 4 de Janeiro de 1965, assinando a Lei conjuntamente com o Governador, os Secretários Homero Leal e Sílvio Pélico Porto. Desmembrado-se do município de Teixeira, sede no antigo distrito de Imaculada.
Constituído em distrito sede, não houve nomeação de prefeito, entre 4 de janeiro de 1965 a 10 de dezembro de 1966. Quatro lideranças da época: Alice Dantas (líder local, e três deputados: Joacil de Brito, Luiz de Barros e Zé Alves de Lira) queriam apresentar seus candidatos, mas apesar de adversários, houve o primeiro acordo político de Imaculada, para não nomearem ninguém e haver eleições de imediato, o que acabou não ocorrendo. O vice-prefeito de Teixeira à época era o Sr. Francisco Ribeiro Filho (Francisquinho Ribeiro) por um curto período assumiu como prefeito de Teixeira; ele residia em Imaculada e era filho da terra, ficou assumindo de fato, não de direito, porque logo em seguida concorreria as eleições em pleito direto para prefeito da nova cidade, que só ocorreu em 15 de novembro de 1966, tendo como concorrente José Caetano de Brito, (Saudoso Tiu Caetano), sendo este eleito, e tornando-se o Primeiro Prefeito Constitucional.

### Instalação do município
Em sessão solene para Instalação do município aos 10 dias do mês de dezembro de 1966, assinaram a ata de instalação do novo município, e o termo de posse dos eleitos para a primeira Gestão político-administrativa:
O Prefeito Sr. José Caetano de Brito (Tiu Caetano),
O Vice-prefeito Sr. Benone Gomes da Silva;
Os Vereadores:
1º José de Lima Filho (Nozinho Lima);
2º Antonio Serafim de Sousa;
3º Severino Leite de Góes;
4º Pedro Jorge de Lacerda;
5º Luiz da Silva Maia;
6º Sebastião Alves da Costa (Sebastião Pires) e
7º José Firmino da Costa (Zé Pires), e como Secretária "ad hoc", Maria Paz Filha. .

## Geografia e hidrografia
A posição geográfica do município de Imaculada é determinada pelo paralelo de 7° 23′ 24″ de latitude sul, em sua interseção com o meridiano de 37° 30′ 32″ de longitude oeste.
Limita-se ao norte com os municípios de Catingueira e Mãe d'Água PB; Ao leste com Matureia PB; ao sul com Santa Terezinha PE. e Tabira, ambas no Pernambuco; ao sudoeste com Água Branca e a oeste com Olho d'Água PB.
A distância entre a cidade de Imaculada e João Pessoa (capital), via Patos, é de 375 kms e, via Taperoá, de 340 kms.
Possui uma área de 399 km² e altitude de 767 ms.
É a 3ª cidade em altitude, 767 ms na sede. Sendo o município mais alto do estado, em extensão contínua, em vários locais do território Imaculadense a altitude ultrapassa os 900 metros. Um acidente geográfico marcante o torna assim, é cortado de leste a oeste pela Serra da Borborema, o que faz do município um divisor de águas, formando várias nascentes de três bacias hidrográficas. O riacho da Cruz, principal afluente do Rio Espinharas, e os riachos Cachoeira alta / Bom Jesus e o do Garra, afluentes do Rio Piancó.
Fazem parte do grupo dos rios sertanejos, são rios temporários, que vão em direção ao norte em busca de terras baixas e desaguando no litoral do Rio Grande do Norte.
O município está incluído na área geográfica de abrangência do semiárido brasileiro, definida pelo Ministério da Integração Nacional em 2005. Esta delimitação tem como critérios o índice pluviométrico, o índice de aridez e o risco de seca.

### Clima
Dados do Departamento de Ciências Atmosféricas, da Universidade Federal de Campina Grande, mostram que Imaculada apresenta um clima com média pluviométrica anual de 683,6 mm e temperatura média anual de 22,4 °C.
| Dados climatológicos para Imaculada           | Dados climatológicos para Imaculada | Dados climatológicos para Imaculada | Dados climatológicos para Imaculada | Dados climatológicos para Imaculada | Dados climatológicos para Imaculada | Dados climatológicos para Imaculada | Dados climatológicos para Imaculada | Dados climatológicos para Imaculada | Dados climatológicos para Imaculada | Dados climatológicos para Imaculada | Dados climatológicos para Imaculada | Dados climatológicos para Imaculada | Dados climatológicos para Imaculada |
| Mês                                           | Jan                                 | Fev                                 | Mar                                 | Abr                                 | Mai                                 | Jun                                 | Jul                                 | Ago                                 | Set                                 | Out                                 | Nov                                 | Dez                                 | Ano                                 |
| --------------------------------------------- | ----------------------------------- | ----------------------------------- | ----------------------------------- | ----------------------------------- | ----------------------------------- | ----------------------------------- | ----------------------------------- | ----------------------------------- | ----------------------------------- | ----------------------------------- | ----------------------------------- | ----------------------------------- | ----------------------------------- |
| Temperatura máxima média (°C)                 | 30,7                                | 29,8                                | 29,0                                | 28,4                                | 27,1                                | 26,1                                | 26,2                                | 27,8                                | 29,5                                | 31,2                                | 31,5                                | 31,4                                | 29,1                                |
| Temperatura média (°C)                        | 23,7                                | 23,2                                | 22,7                                | 22,5                                | 21,7                                | 20,7                                | 20,3                                | 20,8                                | 22,0                                | 23,2                                | 23,7                                | 23,9                                | 22,4                                |
| Temperatura mínima média (°C)                 | 19,3                                | 19,2                                | 19,1                                | 19,0                                | 18,3                                | 17,2                                | 16,4                                | 16,2                                | 17,2                                | 18,0                                | 18,7                                | 19,1                                | 18,1                                |
| Precipitação (mm)                             | 54,8                                | 104,9                               | 169,0                               | 152,2                               | 70,2                                | 33,6                                | 24,3                                | 7,7                                 | 4,2                                 | 5,8                                 | 18,3                                | 24,6                                | 683,6                               |
| Fonte: Departamento de Ciências Atmosféricas. |                                     |                                     |                                     |                                     |                                     |                                     |                                     |                                     |                                     |                                     |                                     |                                     |                                     |